# Боке (Кальвадос)
Боке́ (фр. Bauquay) — колишній муніципалітет у Франції, у регіоні Нормандія, департамент Кальвадос. Населення — 275 осіб (2011).
Муніципалітет був розташований на відстані близько 220 км на захід від Парижа, 25 км на південний захід від Кана.

## Історія
До 2015 року муніципалітет перебував у складі регіону Нижня Нормандія. Від 1 січня 2016 року належав до нового об'єднаного регіону Нормандія.
1 січня 2017 року Боке, Оне-сюр-Одон, Кампандре-Вальконгрен, Данву-ла-Ферр'єр, Ондфонтен, Ле-Плессі-Гриму i Рукам було об'єднано в новий муніципалітет Ле-Мон-д'Оне.

## Демографія
Динаміка населення (Insee ):
Розподіл населення за віком та статтю (2006):
| Стать | Всього | До 15 років | 15-24 | 25-44 | 45-64 | 65-85 | Понад 85 |
| --- | ------ | ----------- | ----- | ----- | ----- | ----- | -------- |
| Чоловіки | 111    | 12          | 8     | 32    | 47    | 12    | 0        |
| Жінки | 100    | 24          | 12    | 24    | 36    | 4     | 0        |
| \| Статево-вікова піраміда \| Статево-вікова піраміда \| Статево-вікова піраміда \| \| ----------------------- \| ----------------------- \| ----------------------- \| \| Чоловіки \| Вік \| Жінки \| \| 0 \| 85 + \| 0 \| \| 8 \| 80-84 \| 0 \| \| 4 \| 75-79 \| 4 \| \| 0 \| 70-74 \| 0 \| \| 0 \| 65-69 \| 0 \| \| 8 \| 60-64 \| 4 \| \| 16 \| 55-59 \| 8 \| \| 19 \| 50-54 \| 12 \| \| 4 \| 45-49 \| 12 \| \| 12 \| 40-44 \| 8 \| \| 8 \| 35-39 \| 8 \| \| 0 \| 30-34 \| 4 \| \| 12 \| 25-29 \| 4 \| \| 0 \| 20-24 \| 0 \| \| 8 \| 15-20 \| 12 \| \| 0 \| 10-14 \| 8 \| \| 12 \| 5-9 \| 4 \| \| 0 \| 0-4 \| 12 \| |        |             |       |       |       |       |          |
| Статево-вікова піраміда |        |             |       |       |       |       |          |
| Чоловіки | Вік    | Жінки       |       |       |       |       |          |
| 0 | 85 +   | 0           |       |       |       |       |          |
| 8 | 80-84  | 0           |       |       |       |       |          |
| 4 | 75-79  | 4           |       |       |       |       |          |
| 0 | 70-74  | 0           |       |       |       |       |          |
| 0 | 65-69  | 0           |       |       |       |       |          |
| 8 | 60-64  | 4           |       |       |       |       |          |
| 16 | 55-59  | 8           |       |       |       |       |          |
| 19 | 50-54  | 12          |       |       |       |       |          |
| 4 | 45-49  | 12          |       |       |       |       |          |
| 12 | 40-44  | 8           |       |       |       |       |          |
| 8 | 35-39  | 8           |       |       |       |       |          |
| 0 | 30-34  | 4           |       |       |       |       |          |
| 12 | 25-29  | 4           |       |       |       |       |          |
| 0 | 20-24  | 0           |       |       |       |       |          |
| 8 | 15-20  | 12          |       |       |       |       |          |
| 0 | 10-14  | 8           |       |       |       |       |          |
| 12 | 5-9    | 4           |       |       |       |       |          |
| 0 | 0-4    | 12          |       |       |       |       |          |

## Економіка
2010 року серед 166 осіб працездатного віку (15—64 років) 137 були активними, 29 — неактивними (показник активності 82,5%, у 1999 році було 72,4%). З 137 активних мешканців працювало 127 осіб (66 чоловіків та 61 жінка), безробітними було 10 (4 чоловіки та 6 жінок). Серед 29 неактивних 5 осіб було учнями чи студентами, 14 — пенсіонерами, 10 були неактивними з інших причин.

У 2010 році в муніципалітеті числилось 99 оподаткованих домогосподарств, у яких проживали 271,0 особи, медіана доходів виносила 17 868 євро на одного особоспоживача